# دوسرشت‌باوری

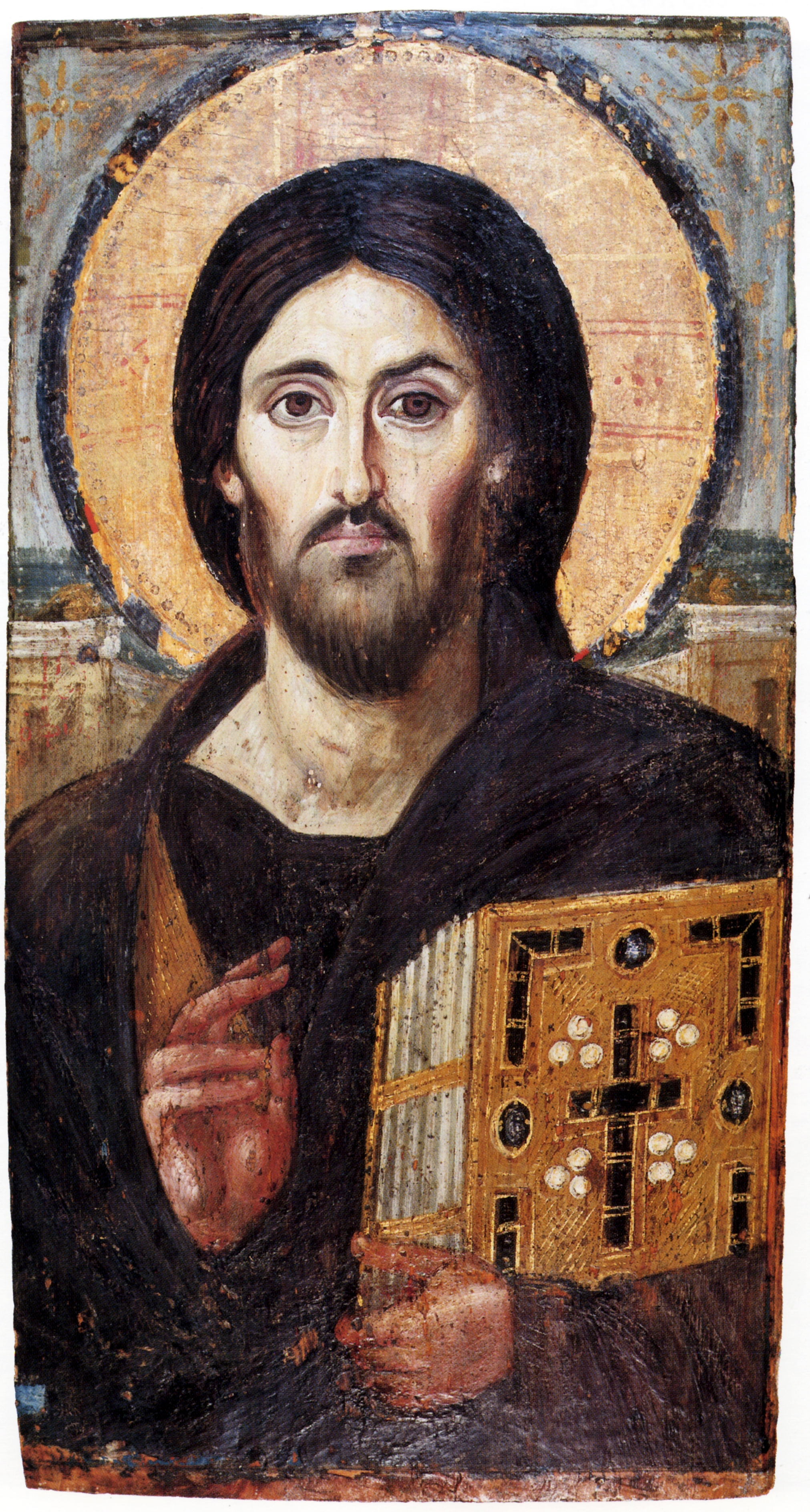
نگاره‌ای از مسیح بر اساس دیدگاه سرشت دوگانه مسیح واقع در صومعه سنت کاترین واقع در کوه سینا

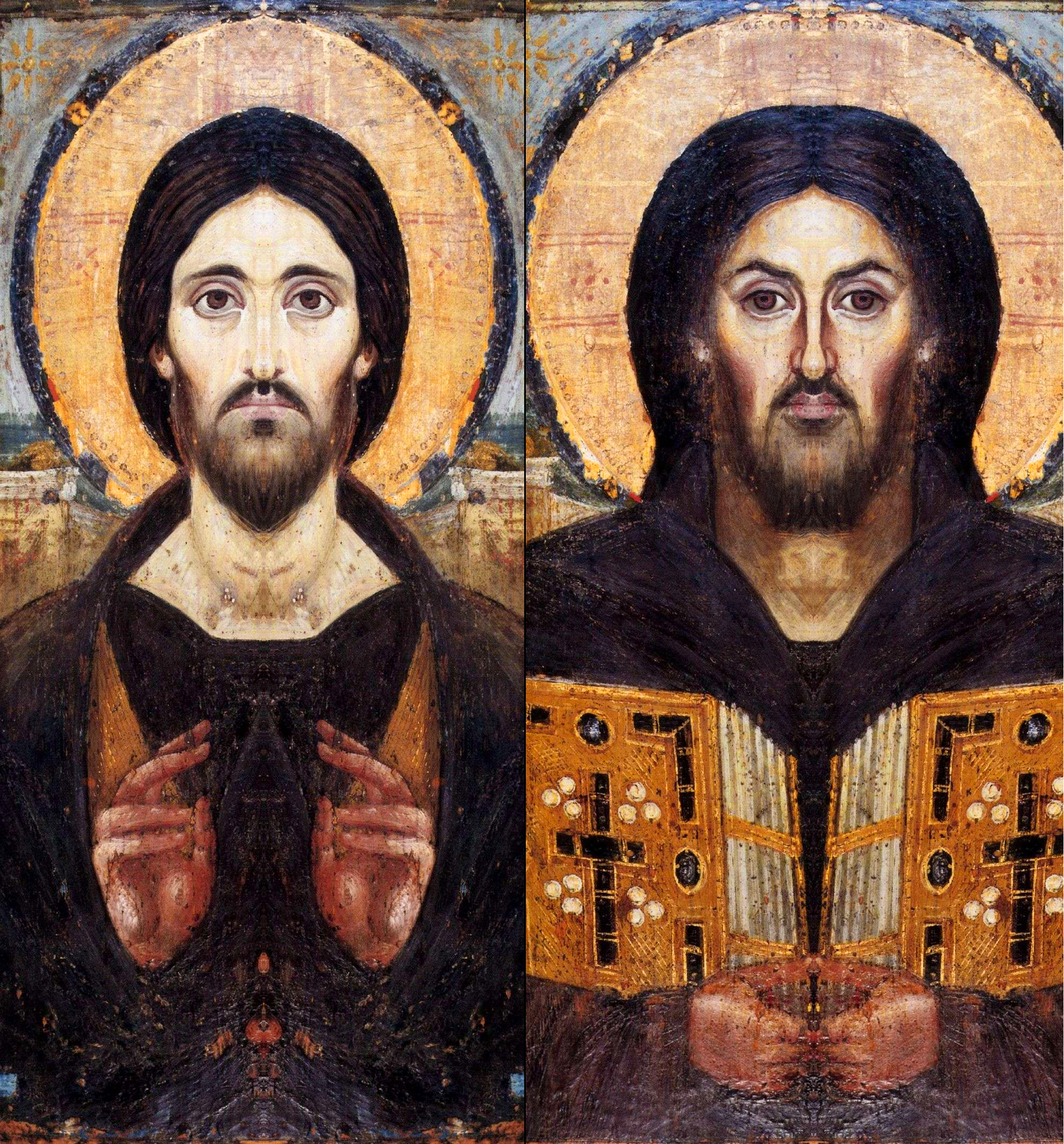
تصویر ساخته شده از کنار هم قرار دادن دو نیمه تصویر مسیح در صومعه سنت کاترین که بیان کننده طبیعت دوگانه مسیح در کالبد یک انسان واحد است.

دوسرشت‌باوری بینشی مسیح‌شناسانه در الهیات مسیحی است که در آن دو سرشت الهی و انسانی به‌طور همزمان در کالبد عیسی مسیح وجود دارد، دوسرشت‌باوری با تک‌سرشت‌باوری و میافیزیتیسم در تضاد است.
تکامل دوسرشت‌باوری یا مسیح‌شناسی دوسرشت‌باور تدریجی بود و سرانجام با اصطلاحات پیچیده‌ای به عنوان نتیجه بحث‌های طولانی مدت که در طول قرن چهارم و پنجم بین متکلمین مسیحی انجام می‌شد شکل گرفت. اهمیت دوسرشت‌باوری اغلب توسط نمایندگان برجسته مدرسه انطاکیه مورد تأکید قرار می‌گرفت.  پس از بحث‌های زیاد و شوراهای مختلف، دوسرشت‌باوری، کلیسای رسمی خود را در چهارمین مجمع سراسری، که در سال ۴۵۱ در خلقیدون برگزار شد، به دست آورد.  تعریف خلقیدونی، مبنای اصول مسیح‌شناسی دو طبیعت عیسی مسیح است که توسط اکثر کلیساهای مسیحی، از جمله: کلیسای ارتدوکس شرقی، کلیسای کاتولیک رومی، کلیساهای کاتولیک شرقی، کلیسای آنجلیکان، کلیسای کاتولیک قدیمی و سایر مسیحیان مختلف تا امروز حفظ شده‌است.
مسیحیان دوسرشت‌باور بر این باورند که یک یگانگی کامل از دو سرشت در ذات واحد عیسی مسیح وجود دارد. برای پذیرندگان رأی خلقیدون مبنی بر وحدت ذات، سرشت ایزدی و انسانی هر دو با هم سرشت عیسی محسوب می‌شوند در حالی که کسانی که تعریف شورای خلقیدون را رد کردند یک سذشت مسیح را به عنوان نقطه وحدت قرار دادند. از آنجایی که واژه «دیوفیزیت» برای توصیف موضع خلقیدونی مورد استفاده قرار می‌گیرد، معنای متضادی با مونوفیزیت؛ مفهومی که می‌گوید مسیح تنها یک طبیعت الهی داشت و میافیزیت که معتقد است مسیح هم الهی است و هم انسان، اما در یک طبیعت؛ دارد.
دوسرشت‌باوری برای توصیف برخی از جنبه‌های نسطوری‌گری نیز استفاده شده‌است. مخالفان او ادعا می‌کردند که او معتقد است مسیح نه تنها در دو سرشت، بلکه در دو ذات و دو شخص مجزا وجود دارد: عیسی مسیح و کلمه (لوگوس) الهی. جدا از آن، کلیسای باستانی شرق، مسیح‌شناسی دوسرشت‌باور و سنت‌های دیگر مدرسه انطاکیه را حفظ کرده‌است.